# 5488 Kiyosato
5488 Kiyosato è un asteroide della fascia principale. Scoperto nel 1991, presenta un'orbita caratterizzata da un semiasse maggiore pari a 3,0368040 UA e da un'eccentricità di 0,0690632, inclinata di 11,28621° rispetto all'eclittica.